# Mesothisa tanala
Mesothisa tanala är en fjärilsart som beskrevs av Claude Herbulot 1968. Mesothisa tanala ingår i släktet Mesothisa och familjen mätare. Inga underarter finns listade i Catalogue of Life.